# روضة سليمان (ممثلة)
روضة سليمان هي ممثلة مسرحيّة فلسطينيّة، لها العديد من الأعمال المسرحيّة المحلّيّة والعالميّة. من هذه الأعمال: نساء طروادة الّتي عُرِضت في اليابان، كذلك لها أعمال مسرحيّة مُخصّصة للاطفال. نشطت في مجال نقص الميزانيّات والدّعم للأعمال الثّقافيّة والمسرحيّة الفلسطينيّة.